# Need for Speed: Shift
Need for Speed Shift is het dertiende deel uit de race computerspellenreeks Need for Speed. In Noord-Amerika lag het op 15 september 2009 in de winkel. In Europa kwam het spel op 17 september 2009 uit. De mascottewagen van het spel is een BMW M3 GT2.

## Plot
In Need for Speed: Shift komen geen politiewagens achter de speler aan, maar de speler rijdt in dit spel op een circuit met auto's van merken zoals Audi, Lamborghini, Lotus, Porsche en BMW. De eerste keer dat je het spel speelt, moet je een testronde rijden met een BMW M3, op basis daarvan raadt het spel bepaalde instellingen aan, die je altijd kunt veranderen. Het ultieme doel van het spel is om de Need for Speed Live World Tour (NFS Live World Tour) te winnen.

## Wagenpark
Het wagenpark in Shift bestaat uit 92 raceauto's, die onderverdeeld zijn in 3 series:
- Exotic Racing Series

1. Honda NSX
2. Alfa Romeo 8C Competizione
3. Gumpert Apollo
4. Maserati GranTurismo
5. McLaren MP4-12C
6. BMW M1
7. Mercedes-Benz SLR McLaren Stirling Moss

- Ferrari Racing Series
- NFS Shift Cars

onderverdeeld in 4 tiers
- + één Team Racing Pack

## Circuits
In dit deel van Need for Speed komen er 21 circuits in voor.
- Brands Hatch - Groot-Brittannië
- Donington Park - Groot-Brittannië
- Laguna Seca - Verenigde Staten
- Marina Bay Street Circuit - Singapore
- Nordschleife (Nürburgring) - Duitsland
- Road America - Verenigde Staten
- Silverstone - Groot-Brittannië
- Spa-Francorchamps - België
- Willow Springs - Verenigde Staten
- Autopolis - Japan
- Ebisu - Japan

Deze circuits zijn zelf ontworpen door EA.
- Alpental
- Ambush Canyon
- Glendale
- Hazyview
- London
- Miytomi
- Rustle Creek
- Tokyo
- Dakota
- Riviera

## Voorlopers
Hoewel onderdeel van de Need for Speed reeks, heeft Shift toch een duidelijk ander origine dan de vorige delen in de reeks. De ontwikkelaar, Slightly Mad Studios, was vroeger onderdeel van Simbin en werkte mee aan de spellen GTR, GT Legends en GTR2. Legaal racen en het fijn aanpassen van verschillende onderdelen van de auto, zoals de vering, kwamen in de Need for Speed reeks zelf al voor in Need for Speed: Porsche 2000 en Need for Speed: Pro Street.

## Ontvangst
Het spel werd positief ontvangen:
| Beoordeeld door          | Jaar | Platform      | Score |
| ------------------------ | ---- | ------------- | ----- |
| UOL Jogos                | 2009 | Windows       | 90%   |
| PGNx Media               | 2009 | PlayStation 3 | 90%   |
| PC Gameplay (Benelux)    | 2009 | Windows       | 87%   |
| 4Players.de              | 2009 | PlayStation 3 | 85%   |
| GBase - The Gamer's Base | 2009 | PlayStation 3 | 85%   |
| 1UP                      | 2009 | PlayStation 3 | 83%   |
| PlayStation Lifestyle    | 2009 | PlayStation 3 | 80%   |
| Eurogamer.net (UK)       | 2009 | Xbox 360      | 70%   |
| Game Arena               | 2009 | PlayStation 3 | 70%   |
| GameSpot                 | 2009 | PlayStation 3 | 70%   |

## Trivia
- Het spel is opgenomen in het boek 1001 Video Games You Must Play Before You Die van Tony Mott.